# مارسلو گوکس
مارسلو گوکس (انگلیسی: Marcelo Goux؛ زادهٔ ۲۱ سپتامبر ۱۹۷۵) بازیکن فوتبال اهل آرژانتین است.
از باشگاه‌هایی که در آن بازی کرده‌است می‌توان به باشگاه فوتبال ناسیونال اروگوئه، باشگاه فوتبال جیمناسیا لاپلاتا، و باشگاه فوتبال اتلتیکو هوراکان اشاره کرد.